# 天山异燕麦
天山山燕麦（学名：Helictotrichon tianschanicum），别名天山异燕麦，为禾本科山燕麦属下的一个种。

## 扩展阅读
- 維基物種上的相關：天山山燕麦